# Echinopsis eyriesii
Echinopsis eyriesii, llamada flor de la bola, reina del bosque y ombligo de la reina, es una especie de plantas en la familia Cactaceae. Es endémica de Corrientes y Misiones en Argentina y Paraná, Rio Grande do Sul y Santa Catarina en Brasil. Es una especie común que se ha extendido por todo el mundo.

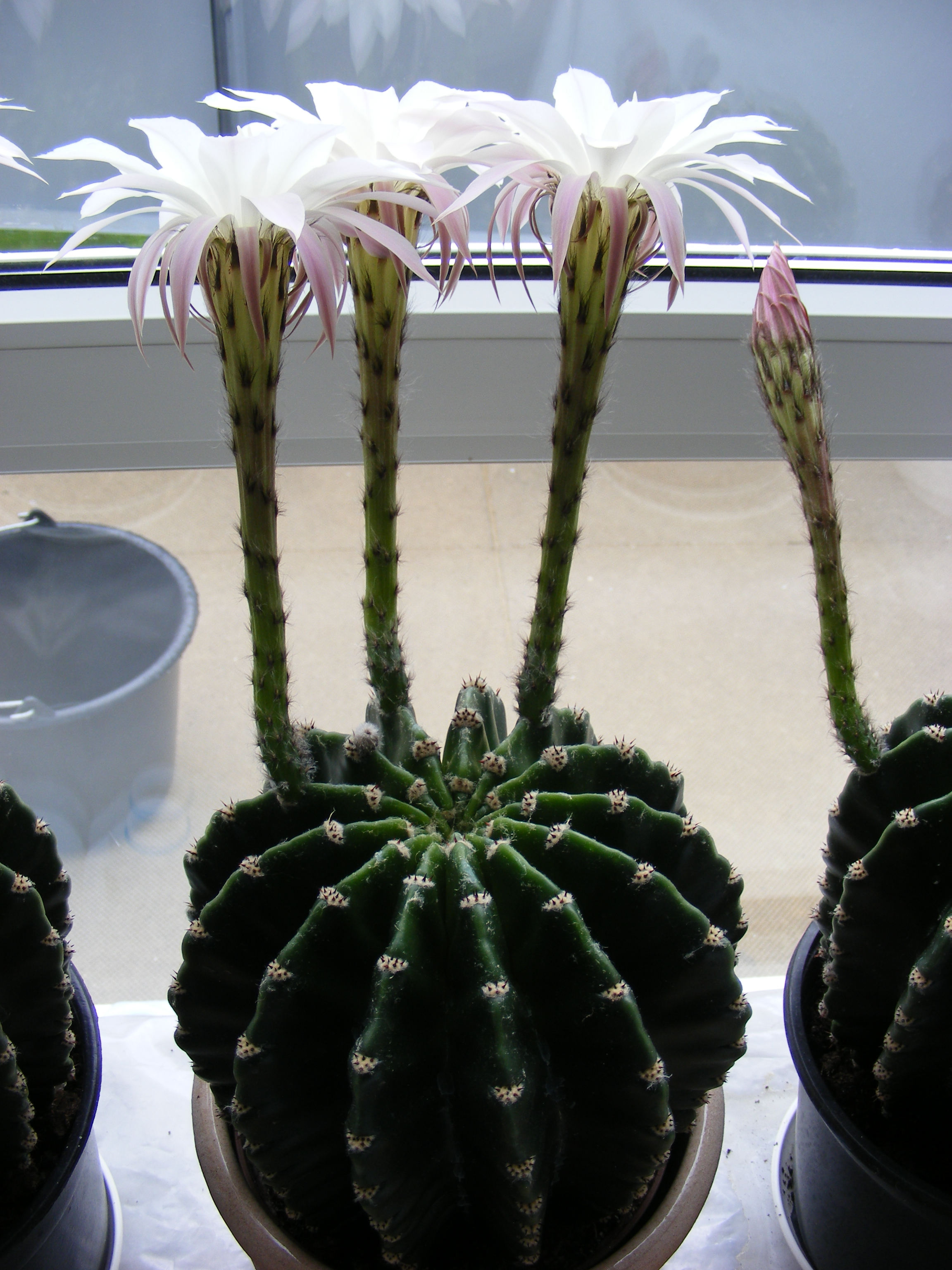
Detalle de la planta

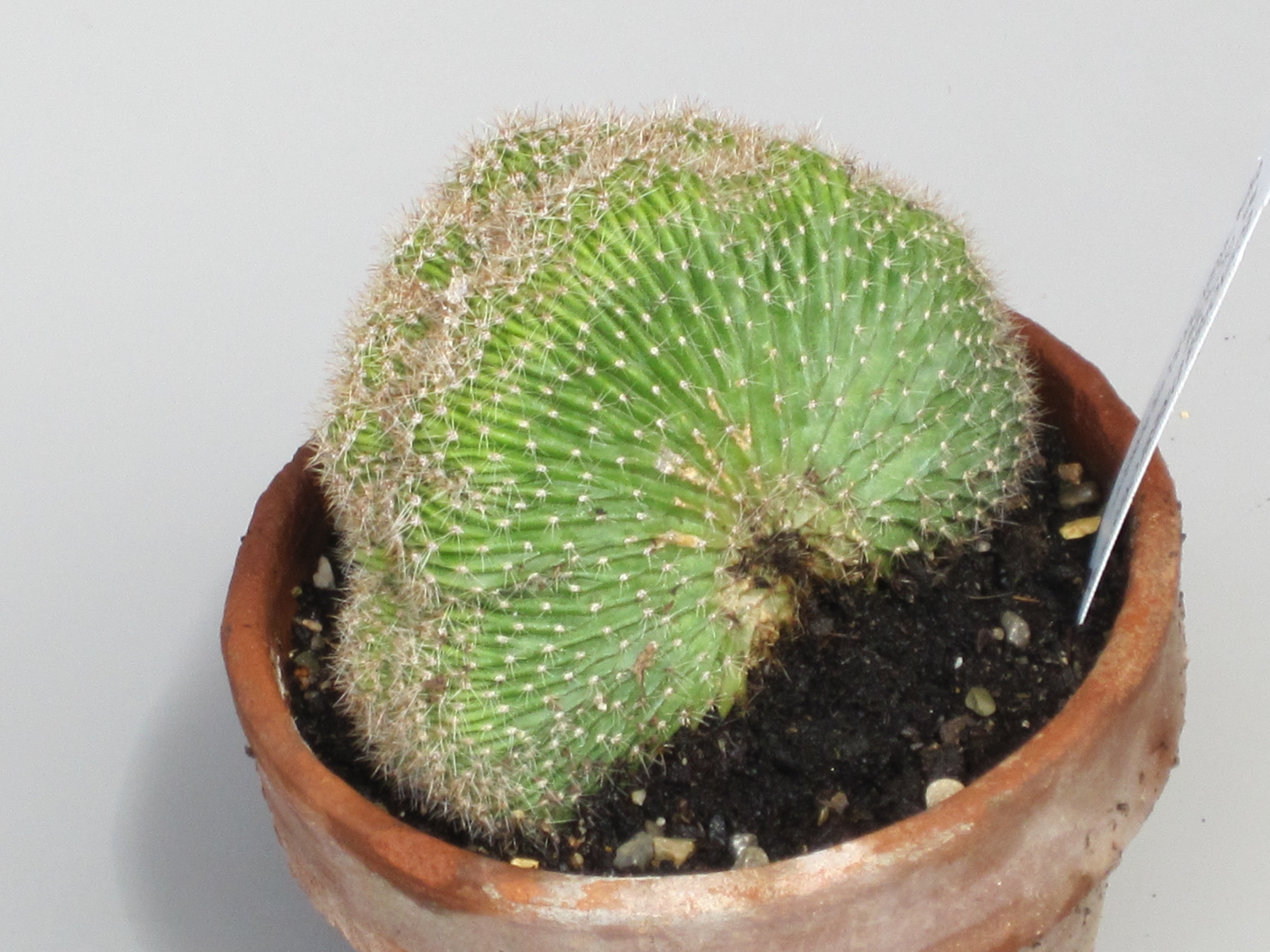
Echinopsis eyriesii crestado

## Descripción
Echinopsis eyriesii crece de forma individual o con brotes en la base. Los tallos cortos son esféricos o cilíndricos y alcanzan un diámetro de 10 a 15 cm y  de 15 a 30 centímetros de altura. Tiene 11 a 18 costillas con el borde estrecho donde están situadas las areolas de color blanco al ocre con hasta 1 cm de distancia. En las areolas se encuentran 12 a 15 negruzcas espinas de unos 7 milímetros de largo. Las flores son largas en forma de embudo, de color blanco, a veces teñidas de color rosa de 20 a 25 cm de largo y llegan a diámetro de 5 a 10 centímetros.

## Taxonomía
Echinopsis eyriesii fue descrita por (Turpin) Pfeiff. & Otto y publicado en Bradleya 5: 92 (1987)
Etimología
Ver: Echinopsis
eyriesii epíteto otorgado en honor del jardinero de cactus francés Alexander Eyries. La Sociedad Alemana de Cactus eligió Echinopsis eyriesii en 2010, "el cactus del Año". 
Sinonimia
- Cereus eyriesii Pfeiff.
- Cereus jasmineus Pfeiff.
- Cereus multiplex Pfeiff.
- Cereus schelhasii Pfeiff.
- Cereus turbinatus Pfeiff.
- Echinocactus boutillieri Parm. ex Pfeiff.
- Echinocactus eyriesii Turpin
- Echinocactus eyriesii var. glaucus Lindl.
- Echinocactus turbinatus Pfeiff.
- Echinonyctanthus eyriesii Lem.
- Echinonyctanthus turbinatus Lem.
- Echinopsis gemmata (Otto ex Pfeiff.) K.Schum.
- Echinopsis gemmata var. schelhasii (Pfeiff. & Otto) Schelle
- Echinopsis multiplex (Pfeiff.) Zucc.
- Echinopsis oxygona f. grandiflora (Rud.Mey.) J.Ullmann
- Echinopsis pudantii Pfersdorf ex Roth
- Echinopsis schelhasii Pfeiff. & Otto
- Echinopsis turbinata Pfeiff. & Otto
- Echinopsis × wilkensii (Linke) K.Schum.
- Rebutia multiplex (Pfeiff.) Roeder[3]